# EMR
گیرنده‌های هورمون شبه موسینی ماژول‌دار فاکتور رشد اپیدرمی (انگلیسی: EGF module-containing mucin-like hormone receptors) یکی از انواع گیرنده‌های جفت‌شونده با پروتئین جی است.
این گیرنده‌ها یک ساختار هیبریدی منحصربه‌فرد دارند که در آن یک دومینِ شبه فاکتور رشد اپیدرمی خارج‌سلولی از طریق یک ساقهٔ شبه موسینی به یک دومینِ گیرنده جفت‌شونده با پروتئین جی متصل است.
چهار گونه از گیرنده‌ها شناسایی شده‌است که توسط ژن‌های مختلفی کًدگذاری می‌شود.
این گیرنده‌ها بیشتر در دستگاه ایمنی بدن بیان می‌شوند و به لیگاندهایی چون CD55 وصل می‌شوند.